# Crosshaven
Crosshaven (en gaèlic irlandès Bun an Tábhairne) és una vila al comtat de Cork, a la província de Munster. Es troba a la regió de Cork Metropolità. Es troba en una àrea amb vistes al bosc de Currabinny Arxivat 2014-05-17 a Wayback Machine. Wood i al port de Cork.

## Etimologia
Es creu que l'origen del nom irlandès de Crosshaven, Bun tSabhairnet és "boca del riu Sabhrann" o "la fi del Sabhrann", nom irlandès del riu Lee.

## Agermanaments
- Pleumeur-Bodou (Pleuveur-Bodoù)